# Eva Křížová (basketbalistka)
Eva Křížová (Škutinová, roz. Dobiášová; * 25. prosince 1933 – ? 6.2.2024 ) byla československá hráčka basketbalu, vysoká 174 cm. Zařazena na čestné listině mistrů sportu. V roce 2005 byla uvedena do Síně slávy České basketbalové federace.
Byla hráčkou basketbalového reprezentačního družstva Československa, za které odehrála v letech 1952 až 1961 celkem 126 utkání a má významný podíl na dosažených sportovních výsledcích. Zúčastnila se dvakrát mistrovství světa a třikrát mistrovství Evropy v basketbale žen, na nichž získala celkem 5 medailí, z toho 1 stříbrnou za druhé místo (ME 1954) a čtyři bronzové medaile za třetí místa (MS 1957, 1959 a ME 1956, 1958).
V československé basketbalové lize žen hrála celkem 11 sezón, z toho tři sezóny za Spartu Praha a 8 sezón za Slovan Orbis Praha, v nichž s týmem získala v ligové soutěži osmkrát titul mistra a dvakrát vicemistra Československa. S týmem Slovan Orbis Praha se zúčastnila 2 ročníků Poháru evropských mistrů v basketbale žen, tým skončil v roce 1961 v soutěži na druhém místě, když podlehl až ve finále proti Daugava Riga a probojoval se mezi čtyři nejlepší týmy a podlehl v roce 1960 až v semifinále s Daugava Riga. Po skončení sportovní kariéry byla členkou výboru sekce košíkové ÚV ČSTV.
V letech 1951–1962 byla sportovní redaktorkou v Lidových novinách, Československém rozhlase a vedoucí redaktorkou časopisu Košíková-odbíjená. V roce 1962 byla jako novinářka zpravodajem z Mistrovství Evropy v basketbale žen (1962 Mulhouse). Po mateřské dovolené od roku 1971 pracovala v Československé televizi, od roku 1983 v Ústavu zdravotní výchovy a měla TV pořad Lékař a Vy a v letech 1993 až 2013 působila v organizaci Liga proti rakovině Praha.

## Sportovní kariéra

### Hráčská
- klub: 10 medailových umístění, 8× mistryně Československa, 2× 2. místo
- 1951–1952 Sparta Praha, dorostenky
- 1952–1953 Sparta Praha, 2× 1. místo (1952, 1953)
- 1953–1961 Slovan Praha Orbis, 7× 1. místo (1954, 1956, 1957, 1959 až 1961), 2. místo (1955, 1958)
- 1961–1962 Sparta Praha, 6. místo (1962)
- Československo: 1952–1961 celkem 126 mezistátních zápasů, na MS a ME celkem (bez ME 1954) 143 bodů v 27 zápasech
- Mistrovství světa: 1957 Rio de Janeiro, Brazílie (73 bodů /9 zápasů), 1959 Moskva (19 /6)
- Mistrovství Evropy: 1954 Bělehrad (bude doplněno), 1956 Praha (28 /6), 1958 Lodž, Polsko (23 /6)
- úspěchy
- Mistrovství světa v basketbalu žen: 2× 3. místo (1957, 1959)
- Mistrovství Evropy v basketbale žen: 2. místo (1954), 2× 3. místo (1956, 1958)
- FIBA Pohár evropských mistrů v basketbale žen: 2. místo (1961), semifinále (1960)

### Redaktorka
- 1951–1952 sportovní redaktorka (elév), Lidové noviny
- 1952–1958 sportovní redaktorka (elév), Československý rozhlas
- 1958–1962 vedoucí redaktorka časopisu Košíková-Odbíjená
- 1971–1983 Československá televize
- 1983–1989 Ústav zdravotní výchovy, TV pořad Lékař a Vy